# Morganfield
Morganfield – miasto w Stanach Zjednoczonych, w stanie Kentucky, siedziba administracyjna hrabstwa Union.